# Provinz Saida
Die Provinz Saida (arabisch ولاية سعيدة, DMG Wilāyat Saʿīda, tamazight ⴰⴳⴻⵣⴷⵓ ⵏ ⵙⵄⵉⴷⴰ Agezdu n Sɛida) ist eine Provinz (wilaya) im nordwestlichen Algerien.
Die Provinz liegt nahe der marokkanischen Grenze, sie umfasst die Stadt Saida samt ihrem Umland und hat eine Fläche von 7014 km².
Rund 299.000 Menschen (Schätzung 2006) bewohnen die Provinz, die Bevölkerungsdichte beträgt somit rund 43 Einwohner pro Quadratkilometer.
Hauptstadt der Provinz ist Saida.